# Europejskie Towarzystwo Chirurgiczne
Europejskie Towarzystwo Chirurgiczne (European Society of Surgery - ESS) – pozarządowa organizacja non-profit, której główną misją jest wspieranie relacji i wzmacnianie wymiany informacji pomiędzy chirurgami z Europy, choć członkami towarzystwa mogą być także chirurdzy z krajów pozaeuropejskich.

## Cel i misja
Według statutu celem towarzystwa jest wspieranie postępu w sztuce i nauce chirurgicznej. Cel ten realizowany jest w szczególności poprzez organizowanie dorocznych kongresów, szkoleń podyplomowych i udział w koordynacji kształcenia specjalizacyjnego w Europie.

## Historia i działalność
Europejskie Towarzystwo Chirurgiczne zostało powołane do życia z inicjatywy grupy chirurgów pod kierunkiem profesora Sergio Stipy z Uniwersytetu La Sapienza w Rzymie, którzy w 1990 roku zauważyli potrzebę zintegrowania chirurgów z całej Europy, tak aby obowiązujące standardy leczenia chirurgicznego nie różniły się pomimo dzielących ich barier politycznych i ekonomicznych. Pierwsze Zgromadzenie Ogólne ESS odbyło się pod przewodnictwem prof. Sergio Stipy (Włochy) i prof. Robina Williamsona (Wielka Brytania) w 1997 roku. 
Pierwszy Zarząd ESS, który podpisał statut towarzystwa 3 grudnia 1999 roku składał się z następujących członków: Carlo Faber (Luksemburg), Luc Michel (Belgia), Joachim Muller (Niemcy), Tadeusz Popiela (Polska), Sergio Stipa (Włochy) i Robin C.N. Williamson (Wielka Brytania). Siedzibą prawną towarzystwa początkowo był Luksemburg (1999 - 2007), później została ona przeniesiona do Krakowa (grudzień 2007). Na Walnym Zgromadzeniu, które odbyło się w Krakowie w 2000 roku podjęto decyzje o rejestracji Europejskie Towarzystwa Chirurgicznego w Unii Europejskiej jako organizację non-profit. Prezes Towarzystwa wybierany jest na roczną kadencję i jest odpowiedzialny za organizowanie posiedzeń zarządu oraz dorocznego kongresu. Rolą sekretarza generalnego jest prowadzenie bieżącej działalności Towarzystwa. Pierwszym sekretarzem generalnym był Steen Jenson (Dania, 1996 - 1997), kolejnym Luc Michel (Belgia, 1997 - 2005), a następnie Andrew Kingsnorth (Wielka Brytania, 2005 - 2006). Od 2007 roku stanowisko to piastuje Jan Kulig (Polska). 
Przyjęło się, że gospodarzem kongresu jest miasto, z którego pochodzi prezes towarzystwa. W każdej z konferencji (pierwsza odbyła się w 1997) uczestniczy kilkuset chirurgów. Konferencje te są miejscem nawiązania kontaktów naukowych pomiędzy ośrodkami akademickimi oraz okazją do rozwoju umiejętności chirurgicznych poprzez udział w szkoleniach praktycznych i wykładach. Spotkania panelowe służą wymianie doświadczeń i wiedzy chirurgicznej pomiędzy chirurgami z całej Europy a także spoza niej. Warsztaty i wykłady są prowadzone przez czołowych specjalistów i ekspertów w poszczególnych dziedzinach. Dotychczasowe kongresy odbyły się m.in. w Rzymie, Krakowie, na Malcie, Pradze, Wiedniu, Turynie czy w Pekinie.   

### Lista konferencji i ich gospodarzy
|     | Rok  | Przewodniczący                             | Miejsce zjazdu |
| 1.  | 1997 | Prof. S. Stipa                             | Rzym           |
| 2.  | 1998 | Prof. R. Williamson                        | Londyn         |
| 3.  | 1999 | Prof. J. Mueller                           | Berlin         |
| 4.  | 2000 | Prof. T. Popiela                           | Kraków         |
| 5.  | 2001 | Prof. P. Broos                             | Leuven         |
| 6.  | 2002 | Prof. J. Kiss                              | Budapeszt      |
| 7.  | 2003 | Prof. F. Antos                             | Praga          |
| 8.  | 2004 | Prof. C. L. Cutajar                        | Malta          |
| 9.  | 2005 | Prof. H. Rosen                             | Wiedeń         |
| 10. | 2006 | Dr. N. Malakounides                        | Cypr           |
| 11. | 2007 | Prof. J. Kulig                             | Kraków         |
| 12. | 2008 | Prof. A. L. Gaspari, Prof. A. Barbarisi    | Neapol         |
| 13. | 2009 | Prof. G. Giorgobiani, Prof. Z. Vadachkoria | Tbilisi        |
| 14. | 2010 | Prof. G. Gasparri, Prof. A. Barbarisi      | Turyn          |
| 15. | 2011 | Prof. W. Nowak                             | Kraków         |
| 16. | 2012 | Prof. Cem Terzi                            | Stambuł        |
| 17. | 2013 | Prof. A. Barbarisi, Prof. A. Felice        | Malta          |
| 18. | 2014 | Prof. Ghassan Ramadan                      | Bejrut         |
| 19. | 2015 | Prof. Wang Shan                            | Pekin          |
| 20. | 2016 | Prof. A. Barbarisi                         | Neapol         |

## Informacje dodatkowe
- Europejskie Towarzystwo Chirurgiczne było inicjatorem i stworzyło warunki organizacyjne dla przywrócenia europejskiego egzaminu z chirurgii ogólnej[2][3] we współpracy z UEMS (Union Européenne des Medecins Specialistes)
- Oficjalnym czasopismem ETC jest European Surgery wydawane przez wydawnictwo Springer Austria.
- Jubileuszowa 20 konferencja organizowana przez prof. Alfonso Barbarisi'ego odbyła się w Neapolu w dniach 9-11 czerwca 2016[4].